# Raquel Correa
Raquel Teresa Correa Prats (Santiago de Chile, 8 de julio de 1934-Ib., 10 de septiembre de 2012) fue una periodista chilena conocida principalmente por sus entrevistas a diversas personalidades que van desde sor Teresa de Calcuta hasta Augusto Pinochet, hechas con un estilo agudo, directo y controvertido. En 1991 en honor a su carrera recibió el Premio Nacional de Periodismo.

## Primeros años de vida
Octava hija del agricultor Alfredo Correa Armanet y de Marta Prats González, y descendiente directa de Andrés Bello, pasó su infancia en la Hacienda de la Higuerilla, cerca de Sagrada Familia, actualmente en la Región del Maule. Desde pequeña se caracterizó por ser la rebelde de la familia, con una personalidad fuerte y obstinada. Cursó su educación básica y media en el internado del Colegio del Sagrado Corazón, Monjas Inglesas, junto con varias de sus hermanas, obteniendo muy malos resultados hasta que una profesora, a los quince, le hizo ver que todo este tiempo había estado desperdiciando su inteligencia. Entonces Raquel logró pasar del último lugar de la clase, al primero. Aunque estudiaba en la capital, pasaba el verano y las vacaciones en general en el campo con sus once hermanos y hermanas.
A los diecisiete años entra escondida a estudiar a la Academia de Teatro de Hugo Miller, y actúa en la obra Esquina peligrosa, de J. B. Priestley, que será su debut y final. Su madre —que había ido al estreno, en la que Raquel «actuaba con polleras largas, fumaba con boquilla cigarros» y «era pareja de un homosexual», todo esto algo escandaloloso en aquella época y más aún a su corta edad— le hace prometer que abandonará la academia. Raquel Correa recuerda así aquel episodio de su vida:

Era mi vocación. Como todas las cosas en la vida, pasan de pronto. Nunca había pensado, cuando salí del colegio, que quería ser actriz. Pensaba estudiar Servicio Social, pero mi hermana, la Isabel Margarita, se metió a esa carrera, y no quise ser copiona. Un día leyendo el diario, cosa que no hacía nunca porque no me interesaba para nada, me encontré con el aviso de la academia de teatro de Hugo Miller. Me inscribí callada, sin decirle a nadie. Empecé a ir a clases y un día estaban estrenando una obra y a una de las actrices se le moría la mamá. Entonces, el director me eligió para que la reemplazara. Y yo no sabía qué hacer. Porque en mi casa nadie sabía que estudiaba teatro [...] A mi hermano, que era mi ídolo, le dije: «mira esto, voy a debutar, te lo cuento a ti, haz lo que te parezca más adecuado». Al final actué en la obra, llegué a la casa, me lavé la cara y me acosté. A la mañana siguiente, entró mi mamá a la pieza y se sienta en la cama. Me dice: «Raquelita, anoche fui a verla». Casi me morí. No se fue de la pieza hasta que le prometí que no iba a seguir. Mi mamá no quería que fuera actriz, porque a pesar que era una niña bastante adelantada, venía de un colegio de monjas y de una familia muy tradicional, y estar haciendo ese papel con marido homosexual, de ninguna manera era una obra apropiada para mí. Como eran otros tiempos y mi mamá me dijo que no, inventé que tenía tuberculosis y me retiré. No podía decir que me salía porque mi mamá me decía.
Raquel Correa.

Luego de su frustrada incursión en el teatro, ingresó a la Escuela de Sicología de la Universidad de Chile, hasta que en 1956 comenzó a estudiar periodismo en forma paralela en su alma mater.  
Finalmente, y luego de tres años de estudiar sicología y periodismo, abandonó ambas a carreras para dedicarse de lleno al periodismo. En 1994 dictó una clase magistral a los estudiantes de la Escuela de Periodismo de la Universidad de Chile, lo que le permitió recibir el título de periodista de esta casa de estudios, y culminar un proceso iniciado en 1956, cuando cursó las primeras asignaturas de esta carrera.

### Matrimonio e hijo
Estuvo casada durante 40 años con el agricultor Eduardo Amenábar Wormald, hasta la muerte de este, ocurrida en 2002. La pareja tuvo un hijo, Juan Eduardo (38 años en 2002). Raquel Correa se negó siempre a revelar su edad, que se hizo pública solo después de su muerte.

## Inicios profesionales
En tercer año es invitada por la profesora Lenka Franulic, junto con un grupo de alumnos, a participar en un proyecto radial. El resto del grupo desertó, y ella terminó trabajando en Apuntes, un programa que contaba sólo con la participación de mujeres en la Radio Minería.
Más tarde trabajaría en la radio de la Universidad de Chile y en la revista Entretelones. 
En 1960 comienza a colaborar con la agencia cubana Prensa Latina y entra como reportera a la revista Vea, donde trabajará desde 1961 a 1975, ascendiendo a jefe de informaciones, subdirectora y finalmente directora. 
Al poco tiempo de haber comenzado a trabajar en la prensa radial y escrita, la producción de Canal 13, que en ese entonces emitía un programa dominical de entrevistas llamado A esta hora se improvisa, llama a Raquel y a un grupo de mujeres de Radio Cooperativa a una reunión (entre ellas Patricia Guzmán, María Eugenia Oyarzún y Silvia Pinto) en la que es seleccionada, dando comienzo así su carrera en televisión, que no sólo la marca como entrevistadora, sino que además define su estilo punzante y directo, una forma de hacer periodismo que se vio inmediatamente difundida e imitada. 
En 1973, año del golpe militar, el periodismo y todos los medios de prensa fueron fuertemente censurados. Ante la imposibilidad de ejercer la libertad de prensa sin verse directamente afectado, Raquel escribe y publica en la revista una carta en donde se hacía una ácida crítica a la dictadura militar de Pinochet, firmando como Teresa Infante. Rápidamente el gobierno se manifiesta y la periodista y directora de la revista es llamada al edificio Diego Portales, donde los censores revisaban los originales, y es obligada a revelar la procedencia de la carta, a lo que se niega. En 1976 Vea cambia de línea editorial y la directora se niega a continuar bajo esas condiciones en la revista que la acogió por 15 años.

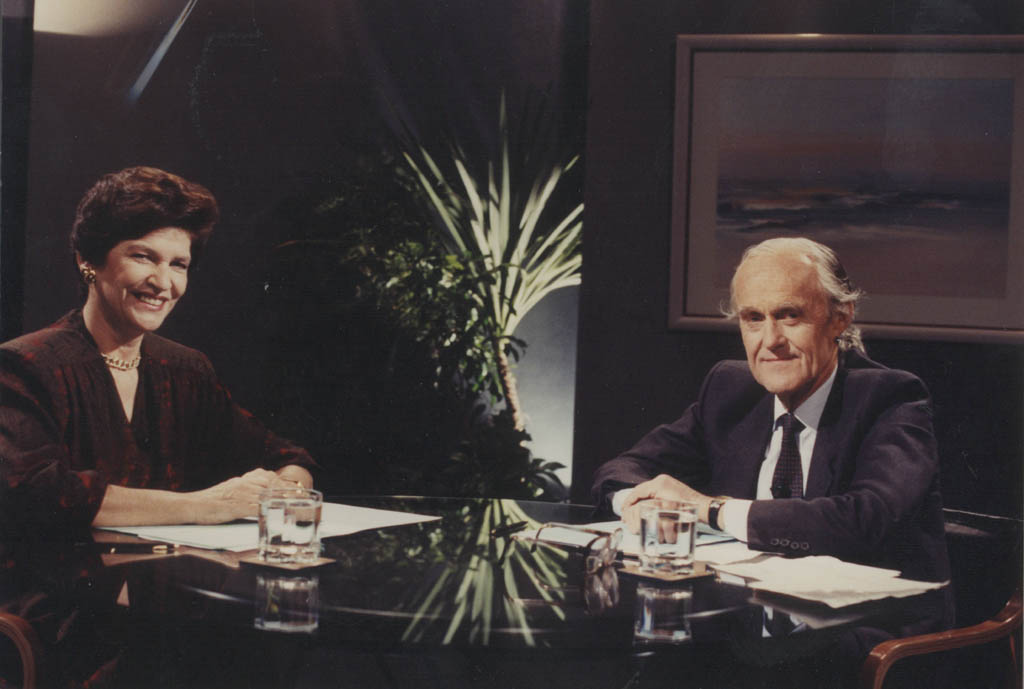
Correa junto a Edgardo Boeninger durante el programa "La entrevista de Raquel Correa".

Abandona el espacio de entrevistas de Canal 13, para cambiarse a otro programa del mismo tipo en TVN, en el que se hacía entrevistas a personajes controversiales de la época. Hasta que en un encuentro el día del aniversario del golpe militar, el dirigente de pequeños empresarios, Rafael Cumsille, alegó abiertamente contra el ministro de Hacienda, Sergio de Castro, situación que se volvió incontrolable para la periodista. Esa fue la última entrevista que realizó en el Canal Nacional, y el inicio de un período en el que se le cerró una puerta tras otra, por no ser fanática de la dictadura militar. 
Más tarde se hace cargo de la sección de entrevistas del diario La Tercera, en donde hace de su Entrevista del Domingo toda una institución, para emigrar luego, en 1981, a El Mercurio, tentada por una mejor oferta en el cuerpo de Reportajes. Su nueva forma de hacer periodismo, de llevar a los entrevistados y los temas políticos al límite en una época en la que cada palabra era vigilada por el gobierno, la hicieron destacar inmediatamente. 
El 25 de abril de 1988, trabajando nuevamente en Canal 13 (paralelo a su trabajo en la prensa escrita), una entrevista en De cara al país, programa en directo, marcó un hito en la televisión chilena y en la carrera de la periodista. Ricardo Lagos Escobar se dirigió amenazante al general Pinochet, con su dedo en alto y de frente a las cámaras, sin que los panelistas Raquel Correa, Lucía Santa Cruz o Roberto Pulido pudieran intervenir. Luego de ese episodio, en el que Lagos hace un llamado al país y se posiciona como uno de los líderes de la oposición a la dictadura, Raquel Correa es reconocida como la periodista política por antonomasia, con frecuentes apariciones en Canal 13 y en El Mercurio que siempre daban que hablar.

### Últimos años
En 1989 comienza uno de los cinco encuentros con Augusto Pinochet, que pasarían a integrar luego el libro Ego sum Pinochet, en coautoría con su amiga y también periodista Elizabeth Subercaseaux, que se convirtió inmediatamente, dada la época de su publicación (1989), en un best seller.
La entrevista de Raquel Correa fue el último programa televisivo en el que hizo aparición, para dedicarse exclusivamente a El Mercurio, a su entrevista dominical del cuerpo D, labor que desempeñó hasta marzo de 2009, cuando decide desvincularse del diario por problemas de salud provocados por tensiones laborales.
Obtuvo numerosos premios, entre los que destacaron el Lenka Franulic, el Carmen Puelma y el Nacional de Periodismo de 1991. En diciembre de 2011, la editorial Aguilar publicó el libro de Rodrigo Barría Raquel Correa, off the record.
Falleció en su hogar el 10 de septiembre de 2012, luego de sufrir un derrame cerebral seguido por un paro cardíaco.

## Trayectoria

### Medios escritos
Reportera jefa de informaciones, subdirectora y directora de la revista Vea; entrevistas, revista Cosas; entrevistas, diario La Tercera; entrevistas, diario El Mercurio.

### Televisión
Programas: La entrevista de Raquel Correa, Canal 13; Controversia y Frente a Frente en TVN; De cara al país, Canal 13

### Radio
Departamento de Prensa y radio de la Universidad de Chile; programa Apuntes, radio Minería; agencia cubana Prensa Latina; revista Entretelones; Programa Las mujeres también improvisan, Radio Cooperativa.

## Libros
- Los generales del régimen (1983), con Malú Sierra y Elizabeth Subercaseaux.
- Ego sum Pinochet (1989), con Elizabeth Subercaseaux.
- Preguntas que hacen historia. 40 años entrevistando (1970-2010), Catalonia, Santiago, 2010.

## Premios y honores
- Premio Lenka Franulic en 1983.

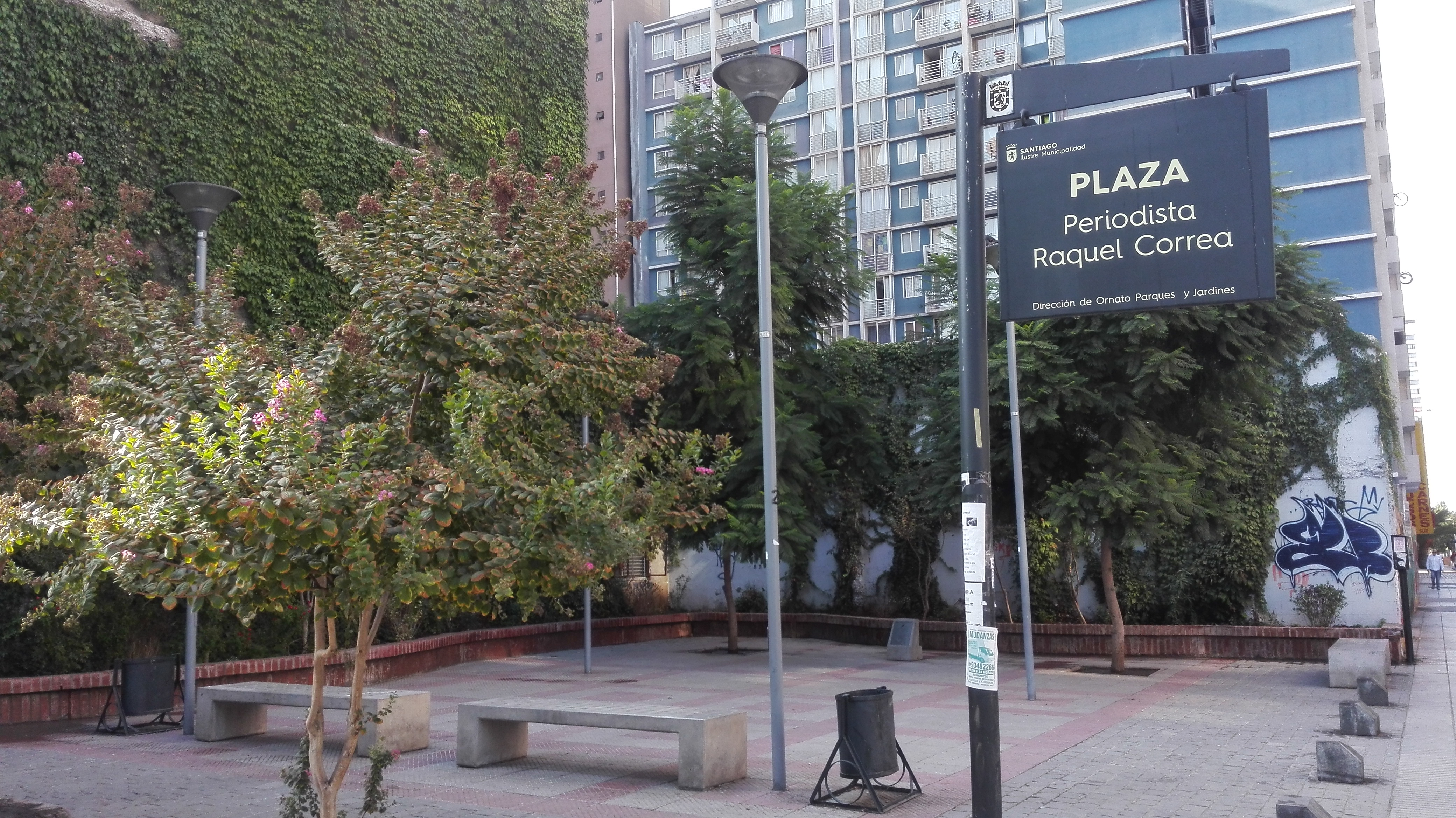
Plaza Periodista Raquel Correa, en Santiago de Chile.

- Premio Nacional de Periodismo de Chile en 1991.
- Premio a la Libertad en 2003 (Fundación Presidente Balmaceda).[8]
- Premio Carmen Puelma en 2004.[9]
- Premio Al mérito en 2009 del Senado de Chile en el grado de Comendador.[10]
- Premio Bicentenario en 2010 (Universidad Autónoma de Chile).[11]

El 8 de junio de 2016 fue inaugurada la Plaza Periodista Raquel Correa, ubicada en la esquina de las calles Lira y Marín, en la comuna de Santiago.